# کتسین/هاول
شهر کتسین/هاول (به آلمانی: Ketzin/Havel) در ایالت برندنبورگ در کشور آلمان واقع شده‌است.